# والتر راي وليامز جونيور
والتر راي وليامز جونيور (بالإنجليزية: Walter Ray Williams)‏ هو لاعب البولنغ ‏ أمريكي، ولد في 6 أكتوبر 1959 في يوريكا في الولايات المتحدة.

## وصلات خارجية
- الموقع الرسمي
- والتر راي وليامز جونيور على موقع الموسوعة البريطانية (الإنجليزية)